# Ljubica Benović
Ljubica Benović (Drinovci, 25. studenog 1955.) je hrvatska i bosanskohercegovačka pjesnikinja.

## Životopis
Studij književnosti i filozofije završila na Filozofskom fakultetu u Zagrebu. U osnovnim i srednjim školama predavala hrvatski jezik i književnost. Utemeljiteljica časopisa za mlade Šalji dalje i njegova glavna urednica dvije godine. Urednica u Znanstveno-obrazovnom programu Hrvatske televizije. Piše televizijske eseje i scenarije.

## Djela
- "Kocka na putu" (pjesme, 1983.)
- "Cjelov samoće" (pjesme, 1991.)
- "Oče naš" (trilogija slikovnica, 1993.)